# Шишка (Ульяновская область)
Шишка — упразднённый посёлок в Базарносызганском районе Ульяновской области России. Входил в состав Базарносызганского городского поселения.

## География
Посёлок находится в западной части Ульяновской области, в лесостепной зоне, в пределах Приволжской возвышенности, на расстоянии примерно 2,5 километров (по прямой) к северо-западу от поселка Базарный Сызган.

## История
Исключен из учётных данных в 2002 году постановлением заксобрания Ульяновской области от 10.12.2002 г. № 066-ЗО

## Население
Согласно переписи 2002 года в посёлке отсутствовало постоянное население